# Стамат Стаматов (свещеник)
Вижте пояснителната страница за други личности с името Стамат Стаматов.
Стамат Райков Стаматов е български свещеник и революционер, деец на Вътрешната македоно-одринска революционна организация.

## Биография
Стамат Стаматов е роден в 1868 година в Блаца, Одринска Тракия. Служи в църквата „Свети Спас“ в родното си село. Осъден е от властите на 15 години заточение. Стамат Стаматов влиза във ВМОРО и участва в Илинденско-Преображенското въстание. Баща е на историка Георги Попстаматов. Бяга в България и като бежанец служи в църквата в Ахтопол. Умира в 1940 година в Ахтопол. Правнук на Стамат е българският политик и журналист Валентин Касабов.